# L'eredità della priora (romanzo)
L'eredità della priora è un romanzo storico dello scrittore italiano Carlo Alianello pubblicato nel 1963 e finalista al Premio Campiello.

## Trama
La vicenda inizia a Napoli nella primavera del 1861. Da poco, il Regno delle Due Sicilie è stato conquistato con la Spedizione dei Mille e consegnato, dopo un plebiscito, alla Casata dei Savoia. Il deposto re di Napoli, Francesco II di Borbone ha riparato a Gaeta e le Potenze straniere stanno ancora decidendo quali interventi operare o meno sulla situazione italiana. La Francia, che ha sostenuto i Savoia nel 1859, vorrebbe il trono di Napoli per il figlio di Gioacchino Murat, Luciano Murat; l'Austria potrebbe invadere le regioni settentrionali d'Italia per appoggiare i Borbone; l'Inghilterra temporeggia.
Un giovane di buona famiglia, Gerardo Satriano, viene individuato dai reazionari borbonici e inviato in Basilicata a combattere contro le truppe occupanti piemontesi; Gerardo acconsente, ma su di lui sono state fatte pressioni sproporzionate e questo non gli sfugge. Tuttavia arriva nei pressi di Potenza, a Lagonegro, dove incontra altri esponenti della reazione: Ugo Navarra e Andrea Guarna. È inteso che Gerardo e Ugo stanno per entrare di fatto nel Brigantaggio, mentre Andrea è venuto da Roma per visionare le sue terre e ha preso alloggio presso un parente, il liberale e filopiemontese don Matteo Guarna.
Tra i provvedimenti del nuovo assetto politico c'è la chiusura dei conventi e l'incameramento dei loro beni. Don Matteo, oltre alla figlia Isabellina, ha una sorellastra maggiore, priora in un convento di Carmelitane. La donna torna a casa propria per volontà dei piemontesi, ma procura di rendere il suo ritorno quanto più spettacolare possibile e porta con sé a palazzo Guarna le suore che vogliono rimanere unite. Ciò è possibile perché, tornata nel mondo, la Priora è la legittima duchessa Guarna, in quanto il fratello minore, più volte responsabile di azioni criminose, ha perduto ogni diritto all'eredità paterna. Ed ora, la Priora, attrezzando il piano più alto della casa a nuovo convento segreto, pensa e dice che vedrebbe con piacere un matrimonio tra Andrea, il suo prediletto, e Isabellina, per lasciare loro i suoi beni.
Molto presto, iniziano le ostilità tra l'esercito occupante piemontese e le forze borboniche, organizzate per una lotta clandestina. Gerardo e Ugo combattono accanitamente e non c'è dubbio che entrambe le parti si diano a molte ingiustificate atrocità. Ugo trova l'amore in una vedova di lontane origini greche e i due fuggono nei boschi perché la casa della donna era stata teatro di combattimenti. Eppure la donna rimane uccisa da una pallottola piemontese e Ugo prende la decisione di andare a mani alzate verso i nemici. Viene ucciso mentre recita a gran voce un'Ave Maria.
Gerardo si è unito a una fanciulla sedicenne di nome Iuzzella. Lei lo vuole seguire ovunque, ma rischia di metterlo in pericolo, perché Gerardo ha una copertura come ingegnere e solo la ragazza è testimone delle sue azioni belliche. Per sottrarla a interrogatori, la colloca dapprima in casa di un barone; quando poi questo viene a sua volta arrestato, Gerardo porta Iuzzella a palazzo Guarna e la nasconde nel convento segreto. La natura quasi selvaggia della povera giovane le impedisce di adattarsi; dopo aver mangiato tutto il cibo delle suore, Iuzzella fugge e viene presa dai piemontesi. Farà girare la testa a un ufficiale e finirà col rimanere con lui, convinta di non poter avere il suo uomo e una vita più dignitosa.
Intanto a palazzo Guarna la Priora si è resa conto di dover pensare alla sua eredità. Avendo pronunciato certi voti, non doveva cercare di influire su Andrea e Isabellina per un loro matrimonio: non doveva possedere nulla e doveva morire in povertà. Perciò, alla presenza del notaio, del confessore e del medico, detta il suo testamento in cui lascia ogni suo bene al re Vittorio Emanuele II col vincolo di aprire a palazzo Guarna un orfanotrofio per i piccoli privati dei genitori dalla guerra civile. A Isabellina lascia il suo Crocifisso e a una suora nobile di nascita, una masseria con tutte le dipendenze, affinché possa ospitare chi vuole (si riferisce alle suore che altrimenti rimarrebbero prive di tutto, avendo rifiutato, sull'esempio della Priora, la pensione offerta dai piemontesi alla chiusura del convento).
Il decesso della Priora avviene a novembre inoltrato, quando sulle montagne lucane cade una coltre di neve. A quel punto è evidente che le forze borboniche sono sconfitte e che le Potenze straniere accettano l'annessione del Regno delle Due Sicilie al Regno d'Italia. Impoverito, don Matteo viene sorpreso da Andrea a fare il doppio gioco. Isabellina, che in principio, pur amandolo, aveva rifiutato Andrea, dopo questa ulteriore constatazione del carattere infido del padre, si lascia andare all'amore per il cugino e i due riparano a Roma, dove si sposano. Don Matteo sparisce e si pensa sia in Svizzera. Gerardo arriva in circostanze molto pericolose a Gaeta e viene avvicinato per essere arruolato per la Guerra di Secessione negli Stati Uniti d'America. Comprendendo di essere già stato giocato una volta a combattere guerre non sue, il giovane finge di accettare, ma sparisce al più presto.

## Opere derivate
Nel 1980 fu tratta dal romanzo la miniserie televisiva in sette puntate L'eredità della priora, con Alida Valli nel ruolo della priora, musiche di Eugenio Bennato e regia di Anton Giulio Majano. Carlo Alianello collaborò alla sceneggiatura.

## Edizioni
- Carlo Alianello, L'eredità della Priora, 1ª ed., Milano, Feltrinelli, 1963.
- Carlo Alianello, L'eredità della Priora, Bari, Edizioni del Sud, 1985.
- Carlo Alianello, L'eredità della Priora, prefazione di Giovanni Caserta, Venosa, Osanna edizioni, 1993.